# Шольц, Карл Густавович
Карл Густавович Шольц (нем. Johann Carl Heinrich Scholz; 1837, Гольдберг, Пруссия (ныне — Злоторыя, Польша) — примерно 1907, Сумы, Харьковская губерния) — известный архитектор немецкого происхождения, работавший на территории Курской, Харьковской и Черниговских губерний.

## Биография

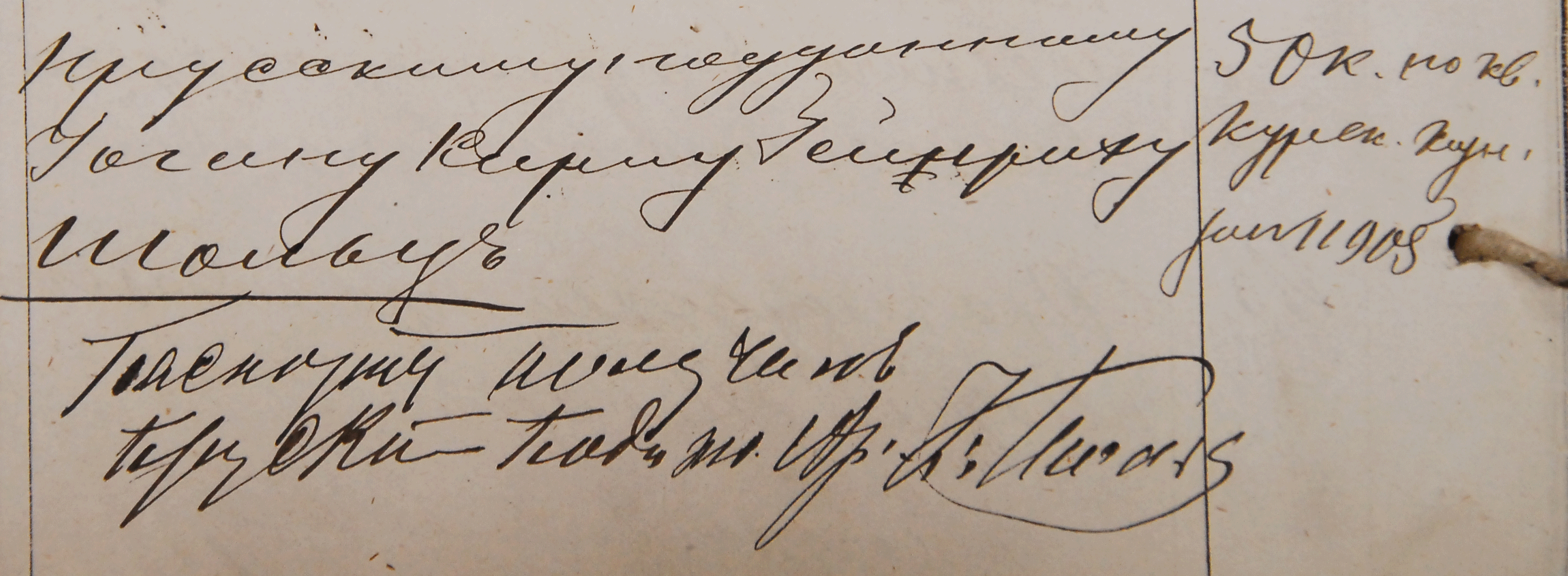
Подпись Карла Густавовича Шольца о получении заграничного паспорта

Приехал из Пруссии по приглашению семейства князей Барятинских в конце 1860-х годов. Совместно с Ипполитом Монигетти занимался реконструкцией усадьбы Марьино в селе Ивановском Льговского уезда Курской губернии. Впоследствии открыл здесь фабрику токарных и резных изделий. Фабрика была успешной и поставляла продукцию в разные уголки России. Много изделий использовалось при строительстве объектов под руководством Шольца.

## Перестройка усадьбы Марьино для князей Барятинских

Фасад усадьбы Марьино. Чертеж Карла Густавовича Шольца 1873 год.

Внутренняя часть усадьбы Марьино. Чертеж Карла Густавовича Шольца 1873 год.

С 1869 по 1873 год занимался перестройкой усадьбы Марьино, фамильного имения князей Барятинских. Перестройка дворца проходила в стиле неокласицизма по проекту петербургского архитектора Ипполита Монигетти. В художественном оформлении интерьеров участвовал академик А. Ф. Бруни. Во время работ активно использовалась продукция собственной токарно-слесарной мастерской Карла Густавовича Шольца. Была произведена резная мебель на заказ. При входе был сооружён массивный фронтон с колоннами. Были заменены многие элементы во внешней отделке.

Я покинул Ивановское, где провел два добрых дня, для того чтобы рассмотреть и проверить работы, которые хорошо продвигаются, и решил вопросы, которые казались затруднительными. Думаю, что если не будет недостатка в средствах для господина Шольца, все подготовительные работы могут быть закончены к концу августа… Ваши аппартаменты, также как госпожи княгини, целиком закончены и я нахожу их очень благоприятными и по расположению и по пропорциям. Я сделал по Вашей просьбе указание сохранить их как отдельные аппартаменты. Мы с господином Шольцем нашли средство выгодное и простое для того чтобы сделать лестницу и балкон связанными с кабинетом госпожи княгини и с библиотекой… Шольц, мой помощник и я не теряем ни одного мгновения без пользы… В Ивановском не было случая, чтобы я пожалел, что покинул Петербург… Ваш покорный слуга Ипполит Монигетти. — Письмо Ипполита Монигетти князю В.И. Барятинскому

## Жизнь в селе Ивановском

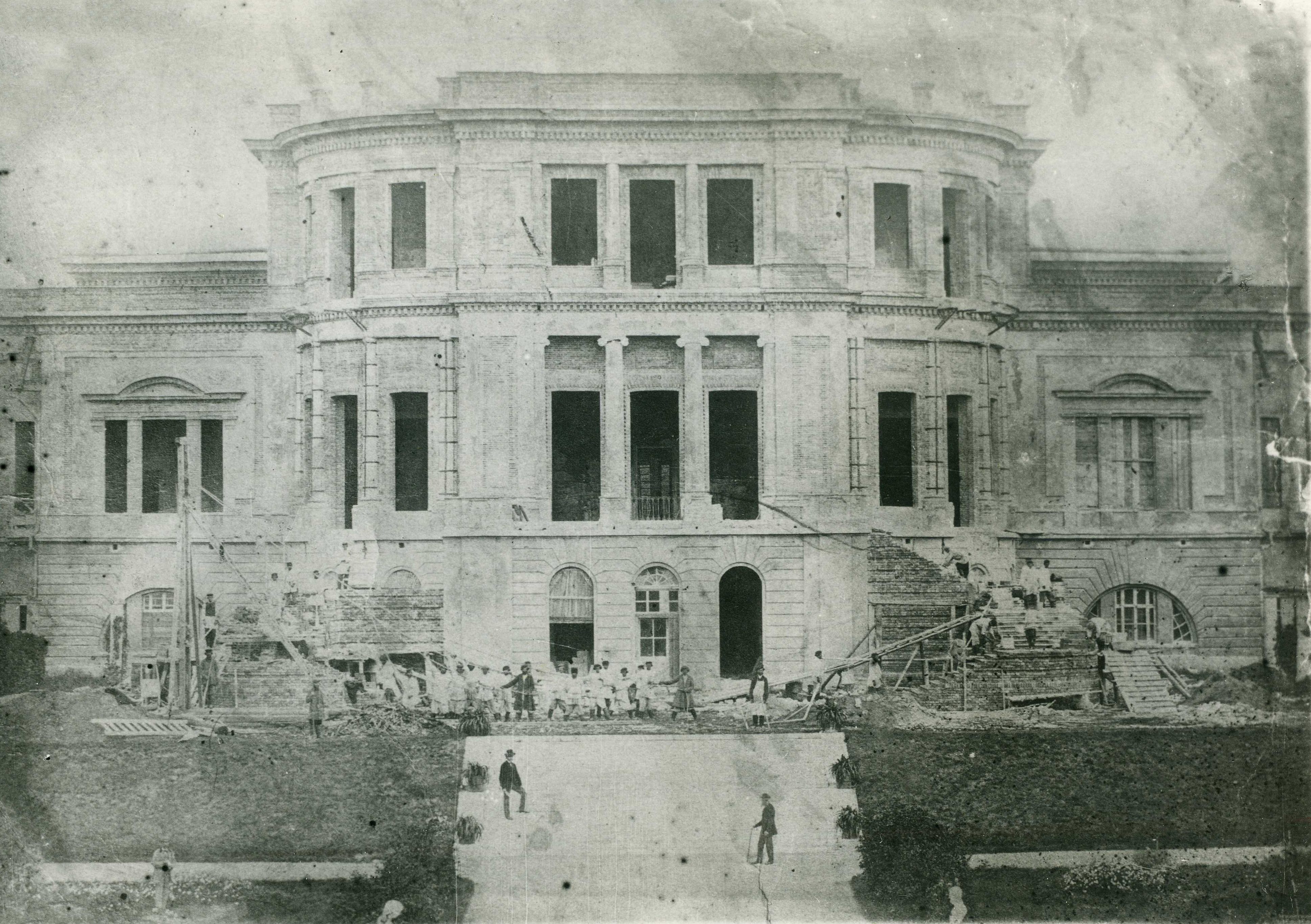
Предположительно Карл Шольц на ступеньках во время работы по реконструкции паркового фасада усадьбы «Марьино». Начало 1870-х годов

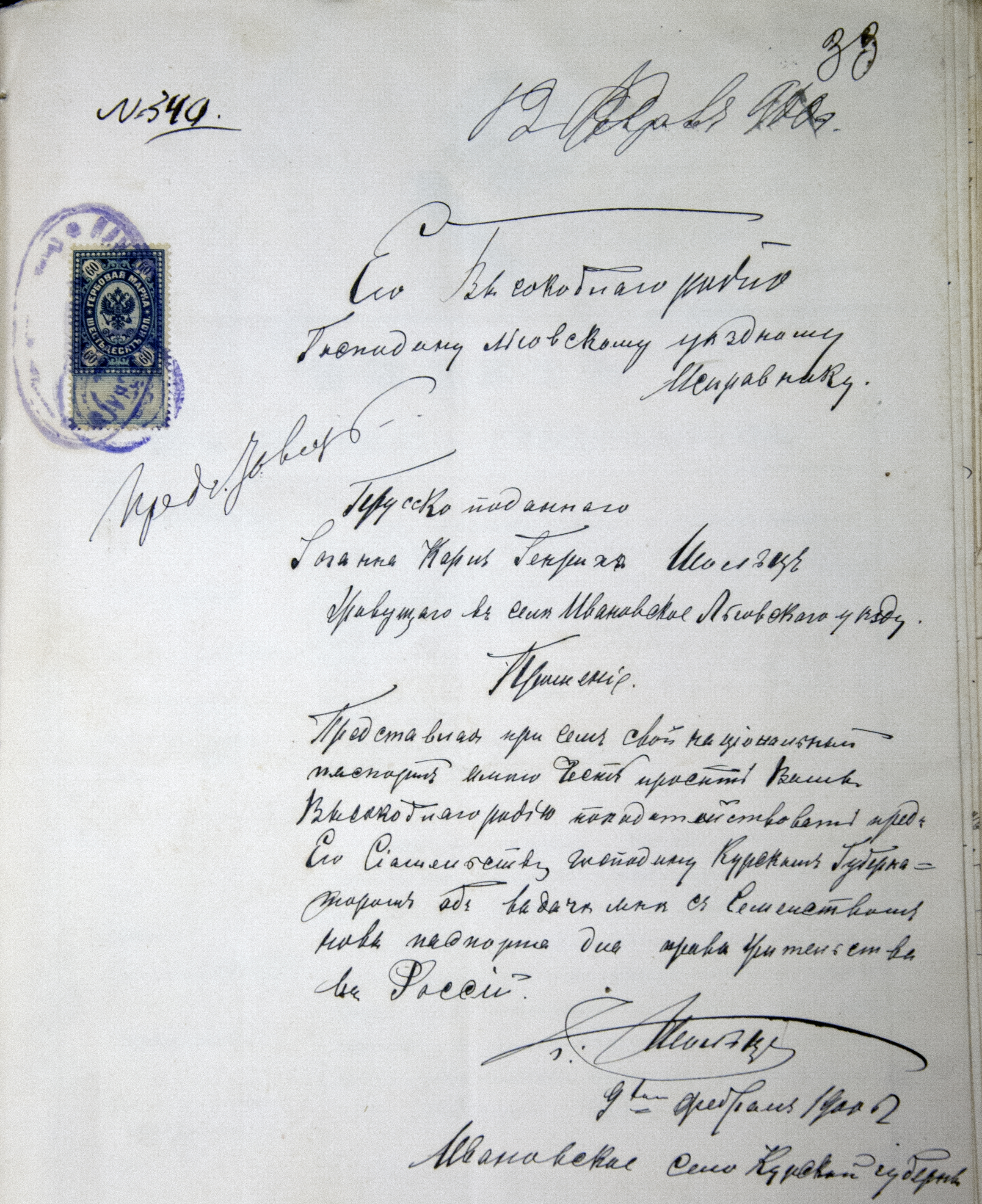
Прошение Карла Шольца о выдаче билета на жительство в России. 9 февраля 1900 года

Долгое время семья жила в селе Ивановском по соседству с имением князей Барятинских. Здесь же находились мастерские. Место это во второй половине XIX века являлось сердцем масштабных владений князей Барятинских. Здесь находилась фамильная усадьба Марьино, над реконструкцией которой Шольц работал многие годы.
Барятинские активно приглашали первоклассных иностранных специалистов для работы в своих владениях. Кроме Шольца здесь трудилось много немцев и англичан. Много иностранных гостей приезжало в гости к князьям. Здесь устраивались частые приёмы. Был собственный театр, оркестр. В усадьбе Марьино охотно гостили передовые люди своего времени.
Барятинские имели обширные семейные связи в Пруссии. Свободно владели немецким и французским языками. Само название «Марьино» происходит от имени жены князя Ивана Ивановича Барятинского Марии Келлер. Хотя она приняла православие и получила имя Марии Федоровны, в её честь была сооружена небольшая кирха на острове посреди озера на территории имения.
Шольцы были прихожанами лютеранской кирхи. Были частыми посетителями православной Покровской церкви села Ивановского, которая находилась в непосредственной близости от их усадьбы.
Жизнь в Ивановском была удобной во всех отношениях. Тут была и развитая инфраструктура и близость к большим городам: Курск, Рыльск, Сумы. Тут было удобно работать для заказчиков и производить для них необходимые товары.

## Эрнестина Константиновна Шольц

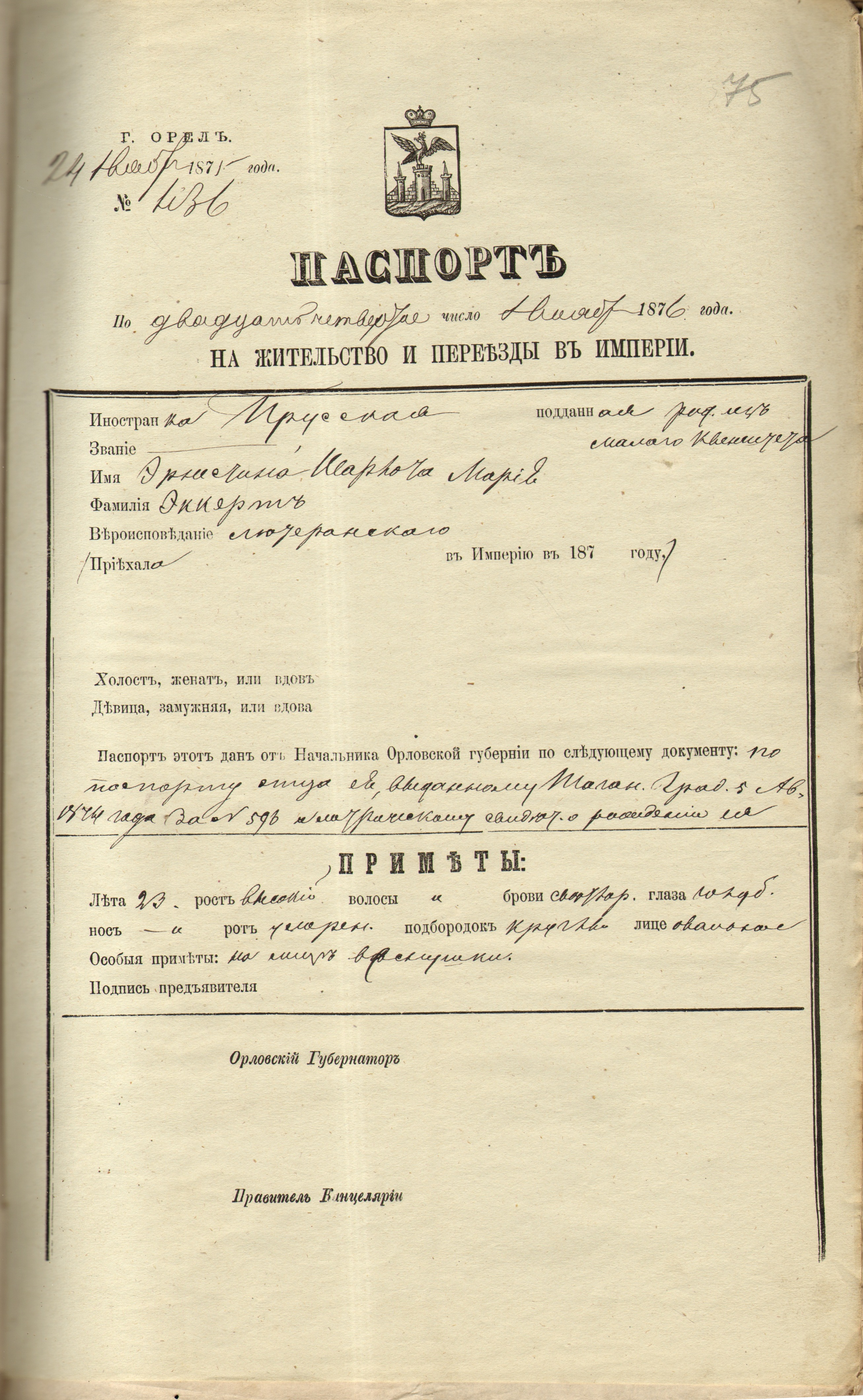
Паспорт на жительство в России Эрнестины Эккерт 1875 года

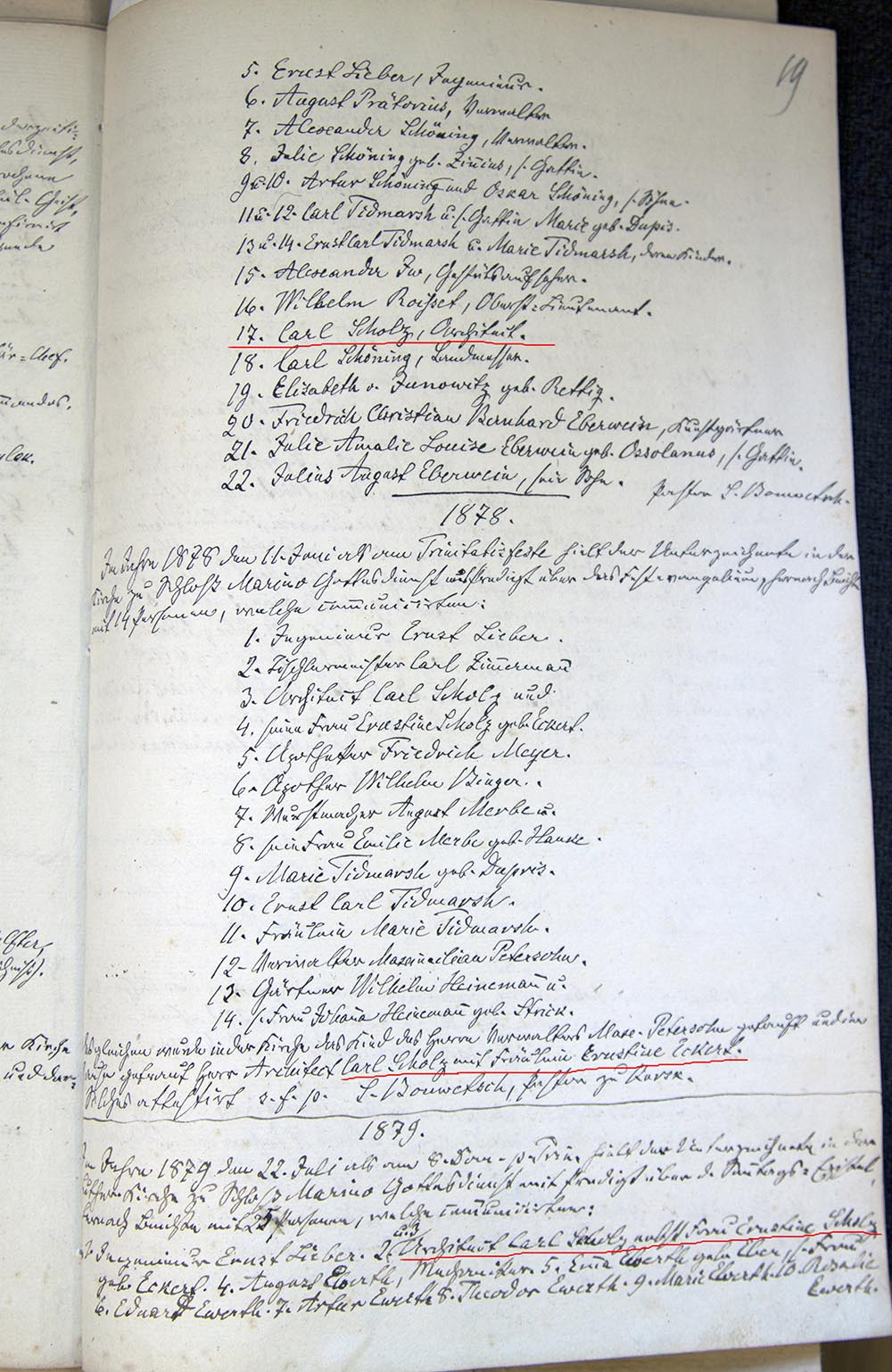
Список прихожан лютеранской церкви в Марьино с информацией о свадьбе Карла Шольца и Эрнестины Эккерт в 1878 году

Родилась Эрнестина Шарлотта Мария Эккерт 16 июля 1852 года в небольшой деревне Квенштедт близ Гальберштадта в Саксонии. Оба родителя были родом из Гальберштадта. Её отец Эрнст Эккерт работал водителем локомотива. Семья часто переезжала. Мать Доротея Мёвес вскоре умерла и отец женился вторично. В 1860 году семья переезжает в Новгород, в Россию. Её отец работает водителем локомотива на Московско-Нижегородской железной дороге. Через несколько лет семья переезжает в Таганрог, потом в село Лобаново Орловской губернии. По рекомендации князя Лобанова Эрнестина получает работу в имении князей Барятинских в Марьино.
Карл Шольц познакомился с Эрнестиной Эккерт (нем. Ernestine Charlotte Maria Eckert; 1852—1912) в середине 1870-х годов. Оба они были прихожанами местной лютеранской кирхи на территории усадьбы Марьино. Поженились Карл и Эрнестина Шольц в 1878 году.

Семейное дерево Эрнестины Шольц (Эккерт)

|  |  |
|  |  |

Эрнестина была частым посетителем Покровской церкви села Ивановского. Это была роскошная церковь, а также фамильная усыпальница семейства князей Барятинских. В метрических записях часто упоминается имя Эрнестины Шольц в качестве восприемницы младенцев.
Регулярно жертвовала деньги на нужды как лютеранской общины, так и православной церкви. Всего в семье Карла и Эрнестины Шольц было пятеро детей:
1. Густав Карлович Шольц (нем. Ernest Wilhelm Gustav Scholz; 1880—1939).
2. Юлия Шольц
3. Эмма Шольц
4. Адель Шольц
5. Ольга Шольц

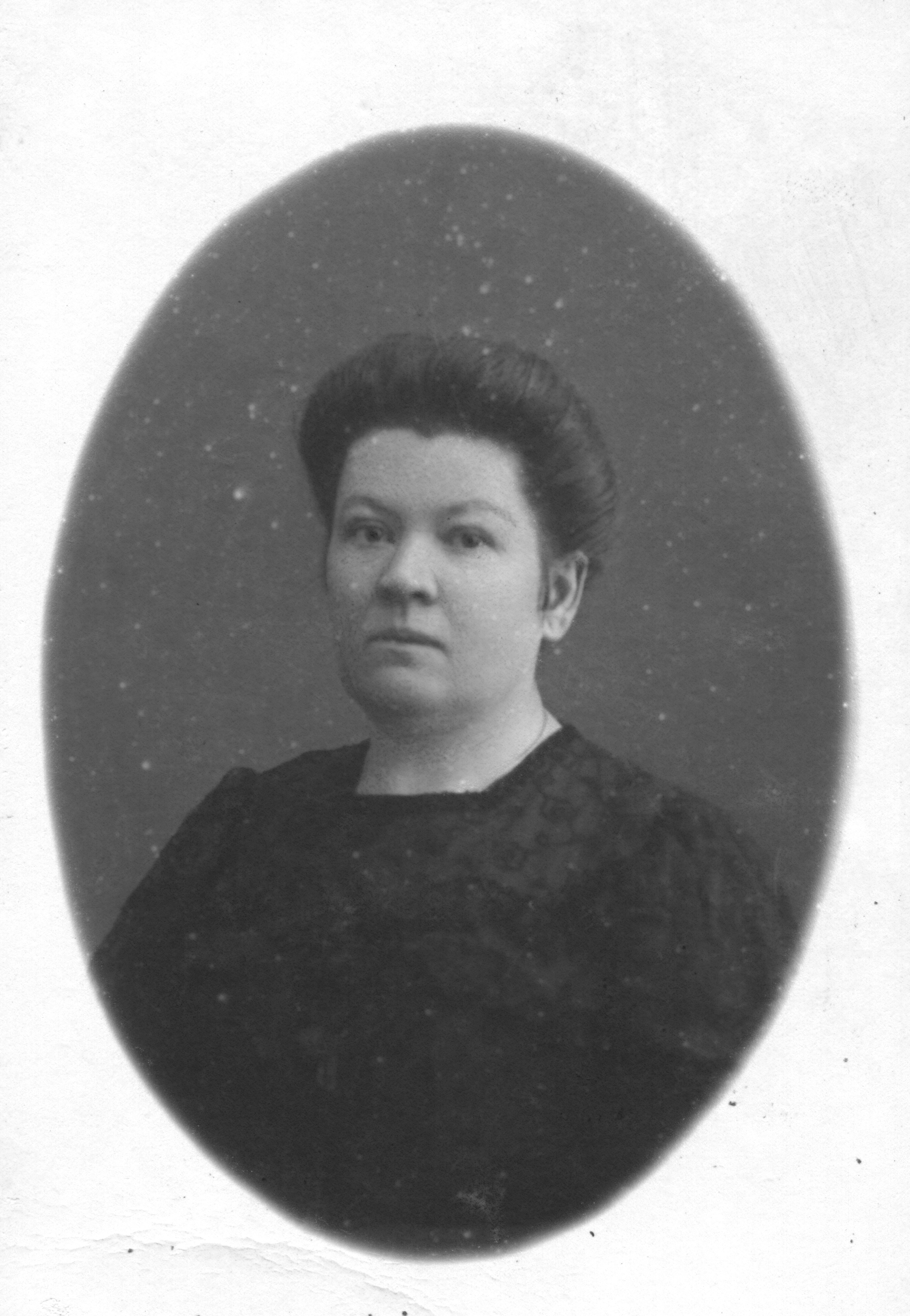
Эрнестина Константиновна Шольц
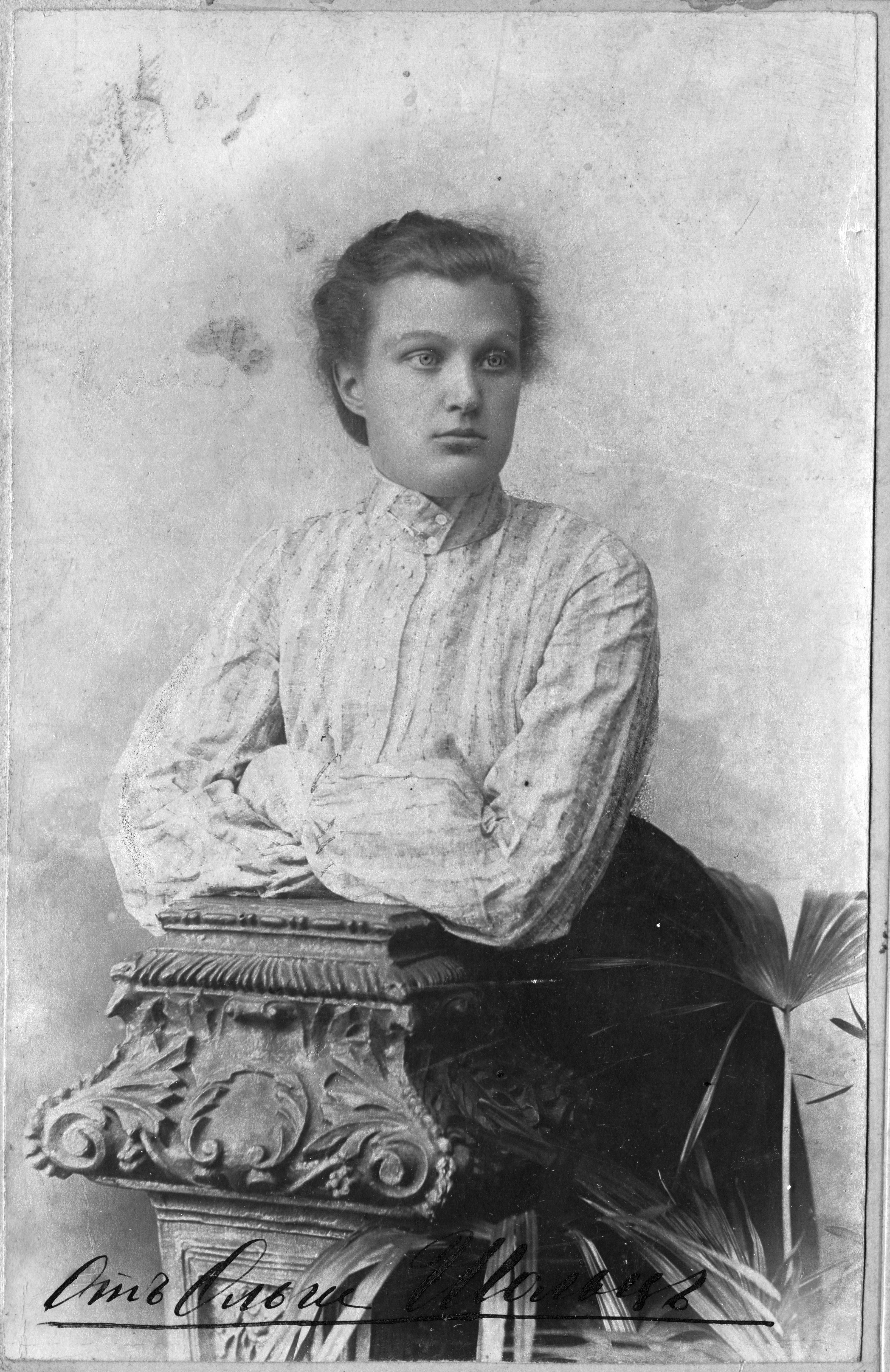
Ольга Карловна Шольц. Дочь Карла Густавовича Шольца. Город Сумы начало XX века
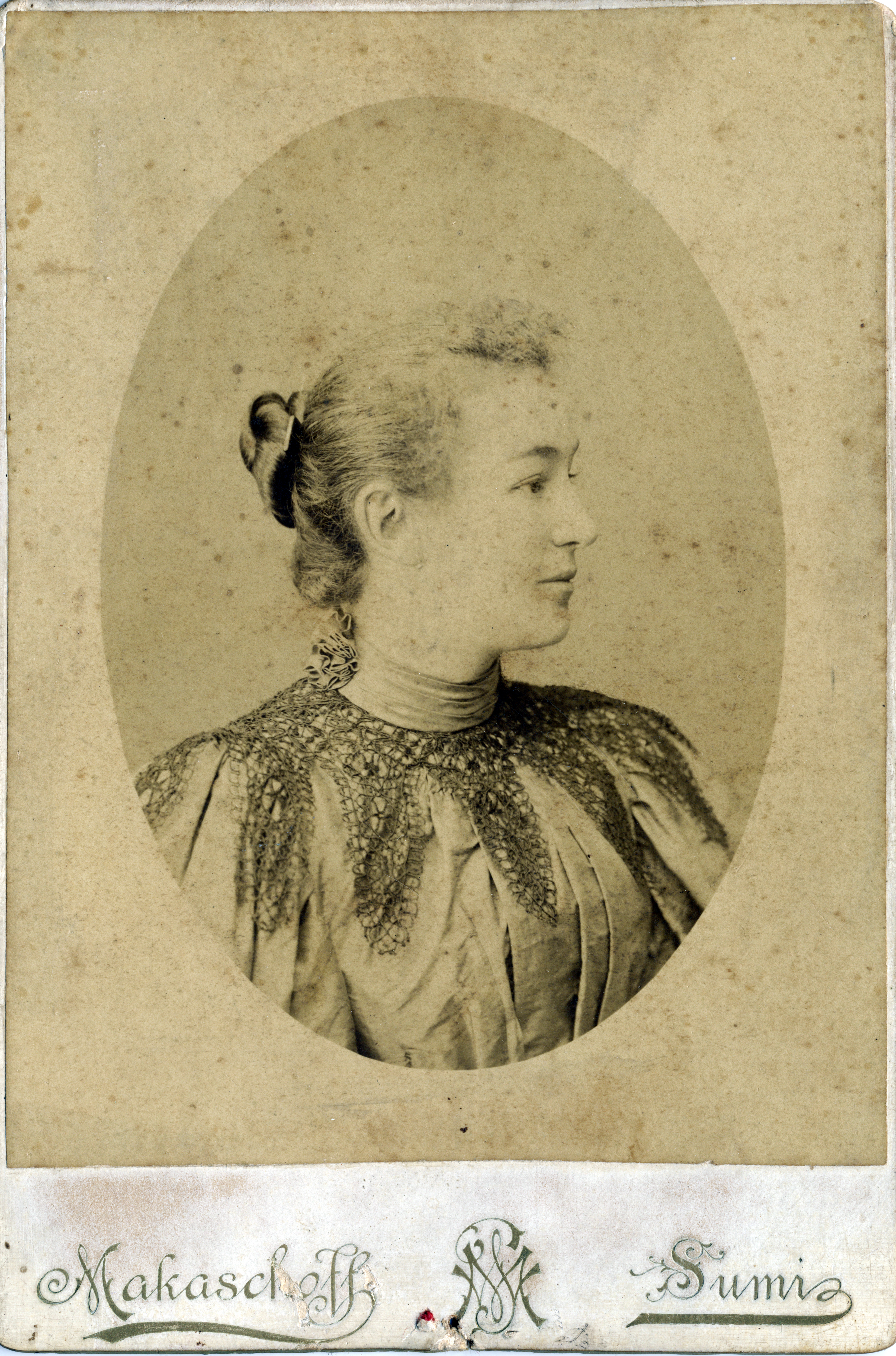
Юлия Карловна Шольц. Дочь Карла Густавовича Шольца. Город Сумы начало XX века'

## Токарные и резные изделия

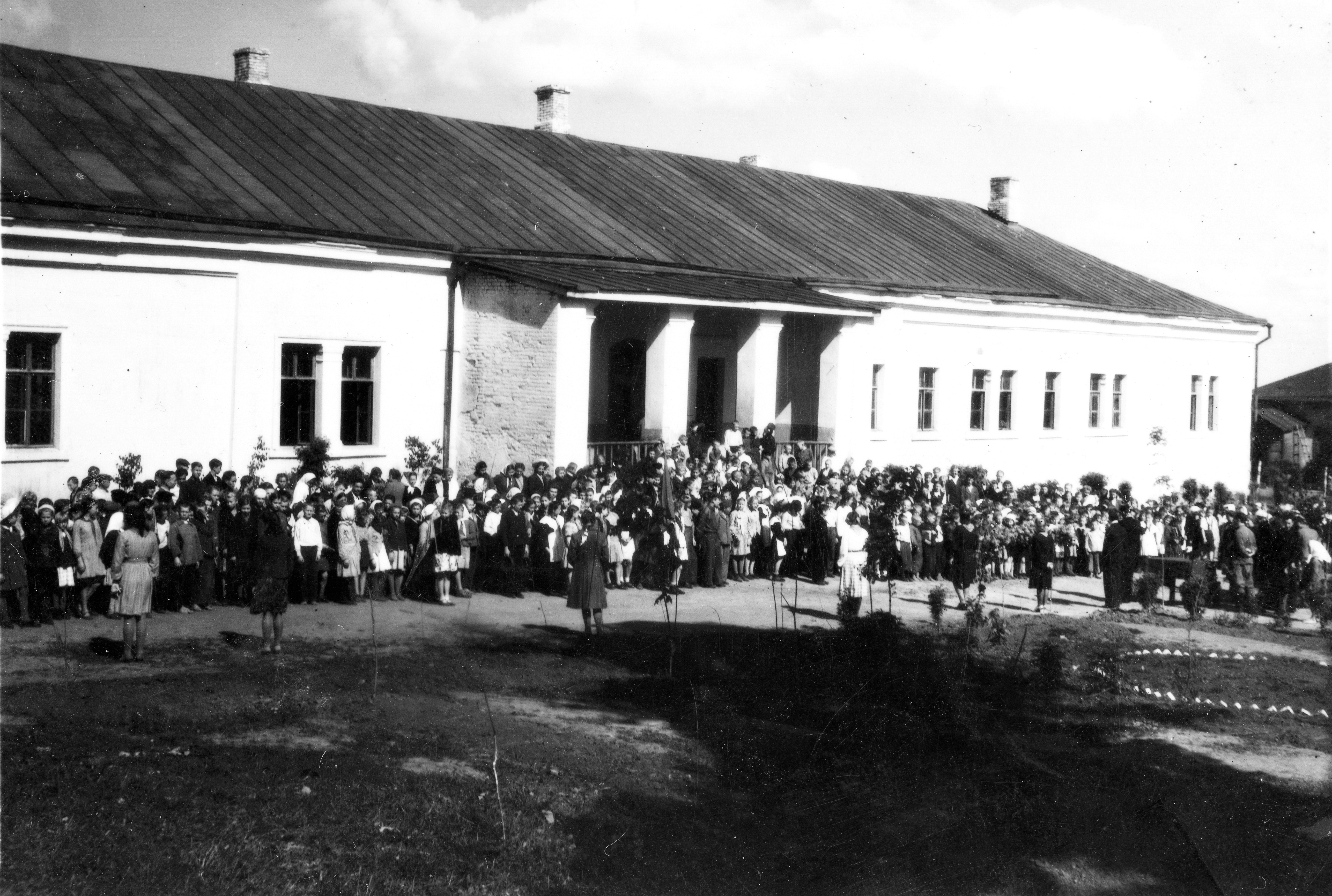
Школа в селе Ивановском 1950 год. Бывшие мастерские Карла Густавовича Шольца

В XIX веке в Пруссии сложилась практика, когда архитекторы обычно были выходцами из семейств потомственных мастеровых т. н. Baumeister. После сдачи экзаменов мастера получали звание и лицензию «Königlicher Baumeister». Поэтому кроме деятельности в качестве архитектора Карл Шольц был великолепным мастером по токарным и резным работам.
В селе Ивановском находилась собственная мастерская. Заказов было очень много от самых разных клиентов. После революции здание мастерской использовалось в различных целях. Последнее время тут находилась школа. Здание разобрано в 1976 году. Сохранилась лишь часть подвала, в котором находилась котельная.
Практически в каждой усадьбе, где работал Шольц были использованы материалы его собственного производства включая деревянные элементы интерьера и мебель. В том числе художественно оформленные изделия для заполнения оконных и дверных проёмов строящихся и реконструируемых зданий и сооружений.
Основной задачей мастерской было конечно снабжение собственными токарными и резными изделиями объектов своих заказчиков.
Одними из первых заказчиков были князья Барятинские. Разнообразные элементы из мастерской Шольца использовались в отделке при реконструкции усадеб Марьино, Качановка, дом Филимонова в Рыльске и т. д. Выполнялись заказы по меблированию комнат.

## Дом купца Филимонова в городе Рыльск

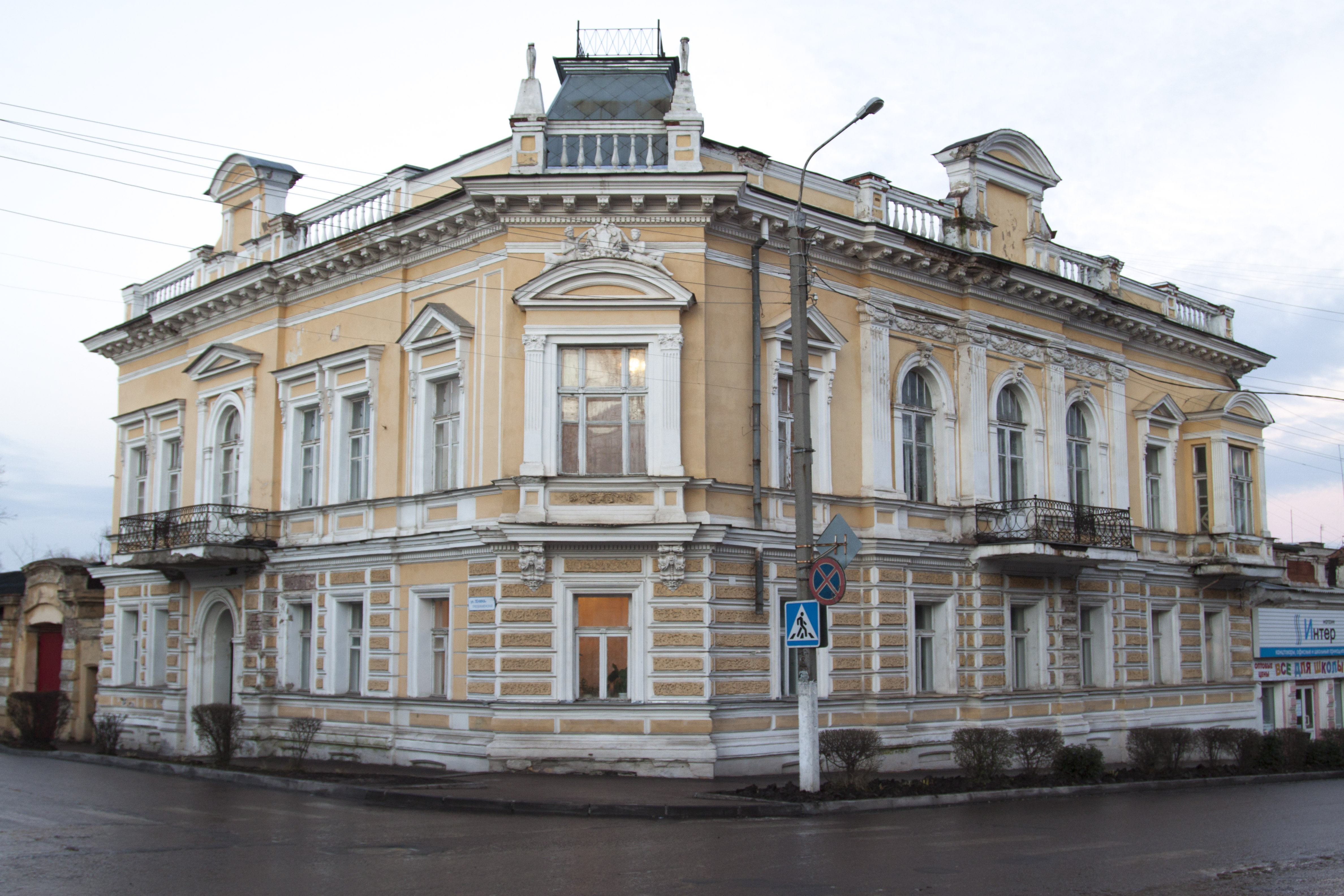
Дом купца Филимонова в Рыльске

Город Рыльск расположен в непосредственной близости от села Ивановского, где жили Шольцы и работали над перестройкой усадьбы Марьино.
Сами купцы Филимоновы сколотили состояние на торговле австрийскими косами в России и были частыми гостями в Австро-Венгрии и Пруссии. За это получили баронский титул и потомственное дворянство.
Двухэтажный дом фон-Филимонова, памятник истории и культуры федерального значения — великолепное здание, построенное на углу улиц Преображенская и Архангельская по образцу петербургских особняков того времени, ставшее украшением города. Стены с резными поясками и сандриками украшены гипсовыми художественными фигурами, розетками. Над угловым окном второго этажа помещены скульптуры двух ангелов. На улицу выступают два балкона с замечательной архитектурной отделкой. Над карнизом находилась балюстрада с точеным дубовым ограждением, а высоко над крышей поднималась смотровая площадка в виде усечённой четырёхугольной пирамиды с ограждением, куда из здания вела винтовая лестница.
Здание дома купцов Филимоновых сохранилось до сих пор и является одной из визитных карточек исторического города. Сегодня здесь располагается детская школа искусств. Внутри хорошо сохранилась интерьеры здания.

## Дом земства в городе Сумы

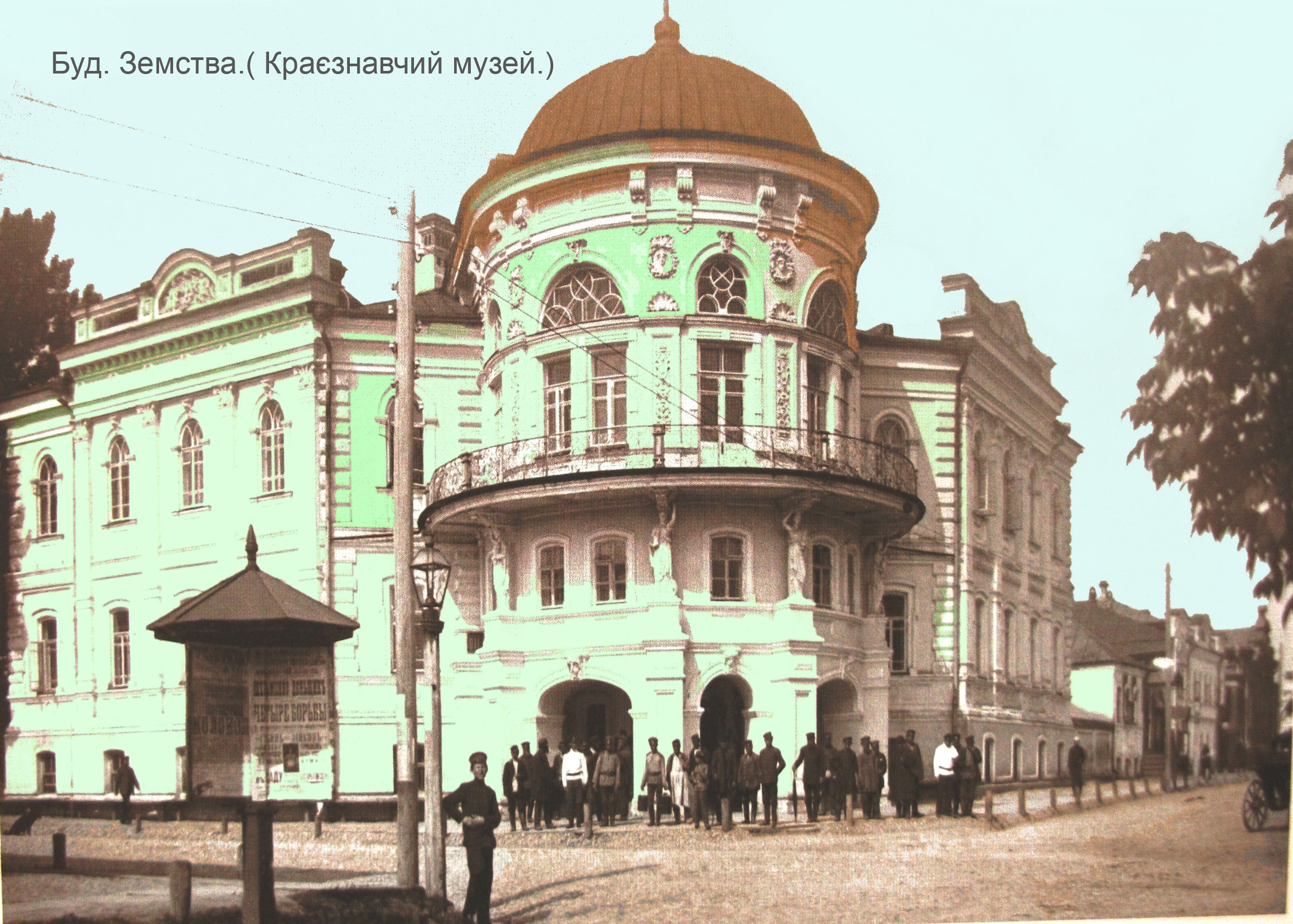
Здание земства. Город Сумы начало XX века.

В 1884—1886 годах разработал проект здания земства в городе Сумы. Строил здание подрядчик Файнберг. При постройке дома в арках подъезда оказали трещины в каменной кладке. Сумской земской управою был приглашён автор проекта Шольц, который выдал рекомендации по укреплению кладки в арках.

 В Сумское земское управление.
При осмотре мною нового земского в г. Сумах, в подъездных арках оказалась трещина, которую советую укрепить по прилагаемому при сем скитце. Свод над проездом слишком прямой, так что вследствие сильной езды по улице, отчего может случиться сотрясение, которое будет вредно такому своду, то я со своей стороны советую положить железнодорожные рельсы 1 арш. или 1арш. 4 верш. расстояния между рельсами, и сделать между ними свод на цементе в пол кирпича. Рельсы для свода положить выше арки 12 верш. от просвета в линии А, как показано на скитце.
 — 9 сентября 1886 года. Подписал К. Шольц.

## Дом помещицы Штеричевой в городе Сумы
В конце XIX века реконструировал дом помещицы Параски Николаевны Штеричевой в городе Сумы в стиле английской неоготики. В ходе реконструкции была построена смотровая башня. На фасаде здания устроенны ризалиты.

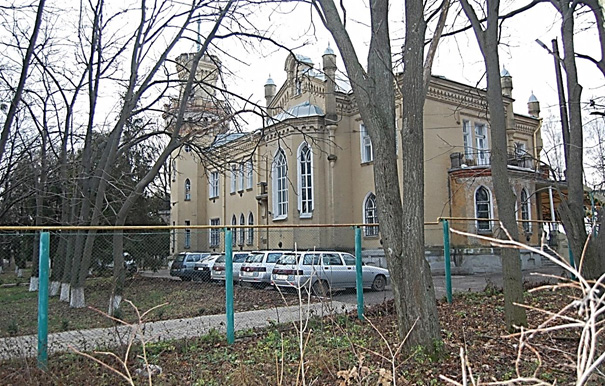
Дом помещицы Штеричевой. Город Сумы
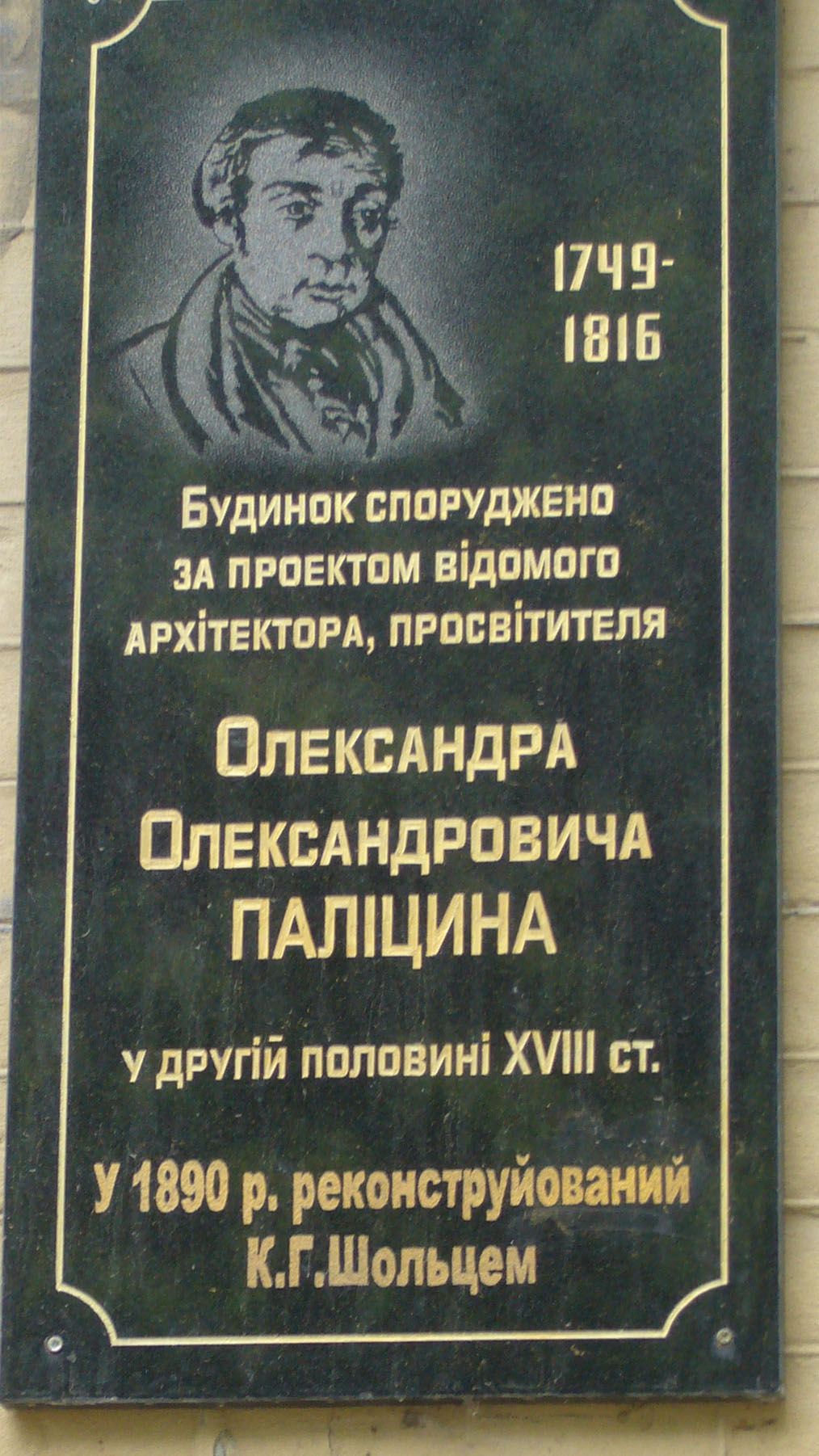
Памятная табличка при входе в дом помещицы Штеричевой

## Работа с Павлом Ивановичем Харитоненко

Административные здания сахарного завода Харитоненко в селе Красная Яруга

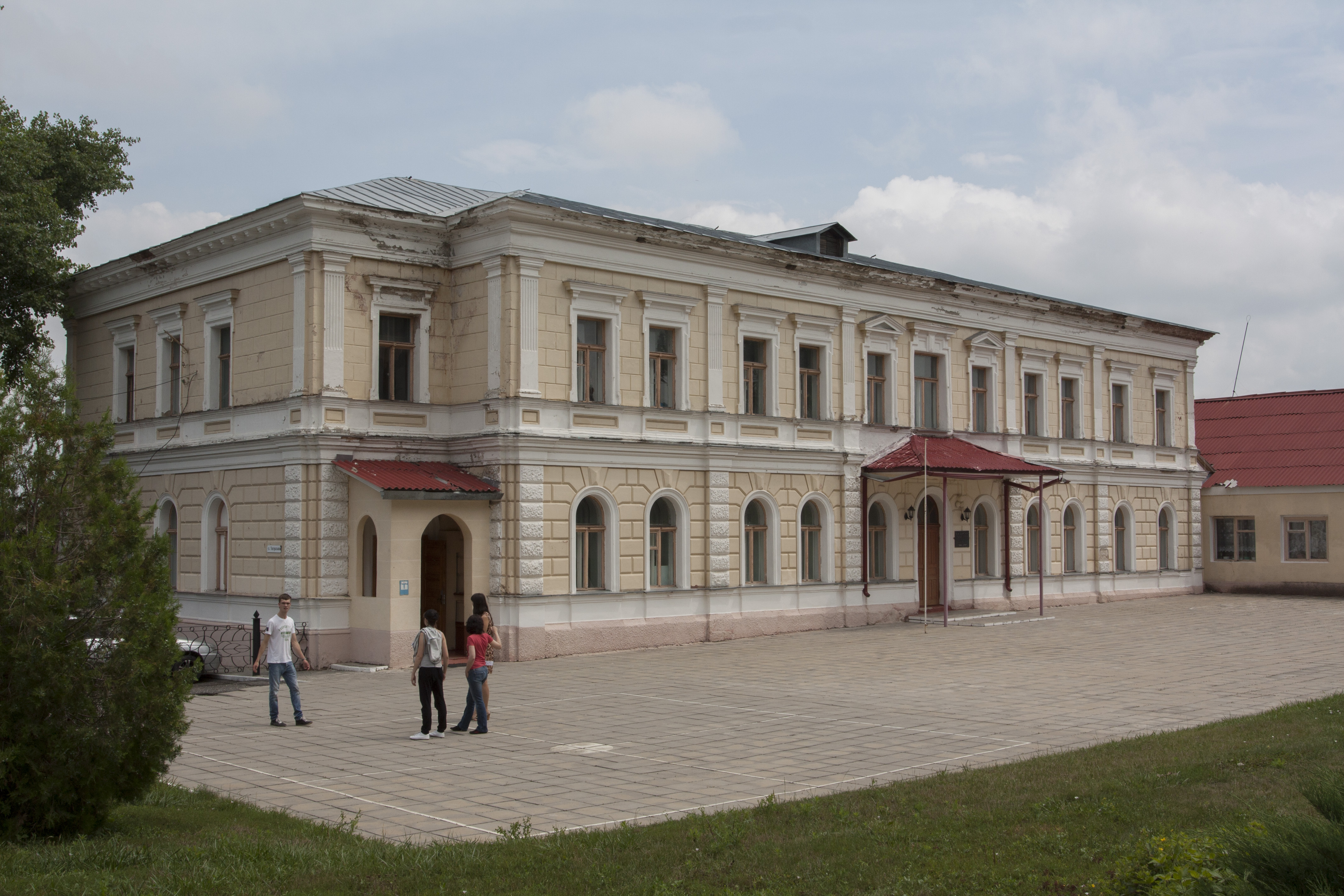
Дом-дача Харитоненко в селе Красная Яруга. 2013 год.

Имя Карла Шольца было широко известно в Курской губернии. В конце XIX века в соседнем Сумском уезде Харьковской губернии бурно развивалась сахарная промышленность. Торговый дом Харитоненко быстро расширялся и строил заводы на территории прилегающей Курской губернии.
Один из крупнейших заводов того времени был построен в селе Красная Яруга. Павел Иванович Харитоненко познакомился с Карлом Шольцем в середине 1880-х годов и привлёк его как опытного специалиста в регионе для работы над своими объектами. С тех пор началось долгое и плодотворное сотрудничество Павла Ивановича Харитоненко и Карла Шольца.
В селе Красная Яруга Шольц работал над зданиями сахарного завода, а также над домом-дачей Харитоненко.

## Качановка

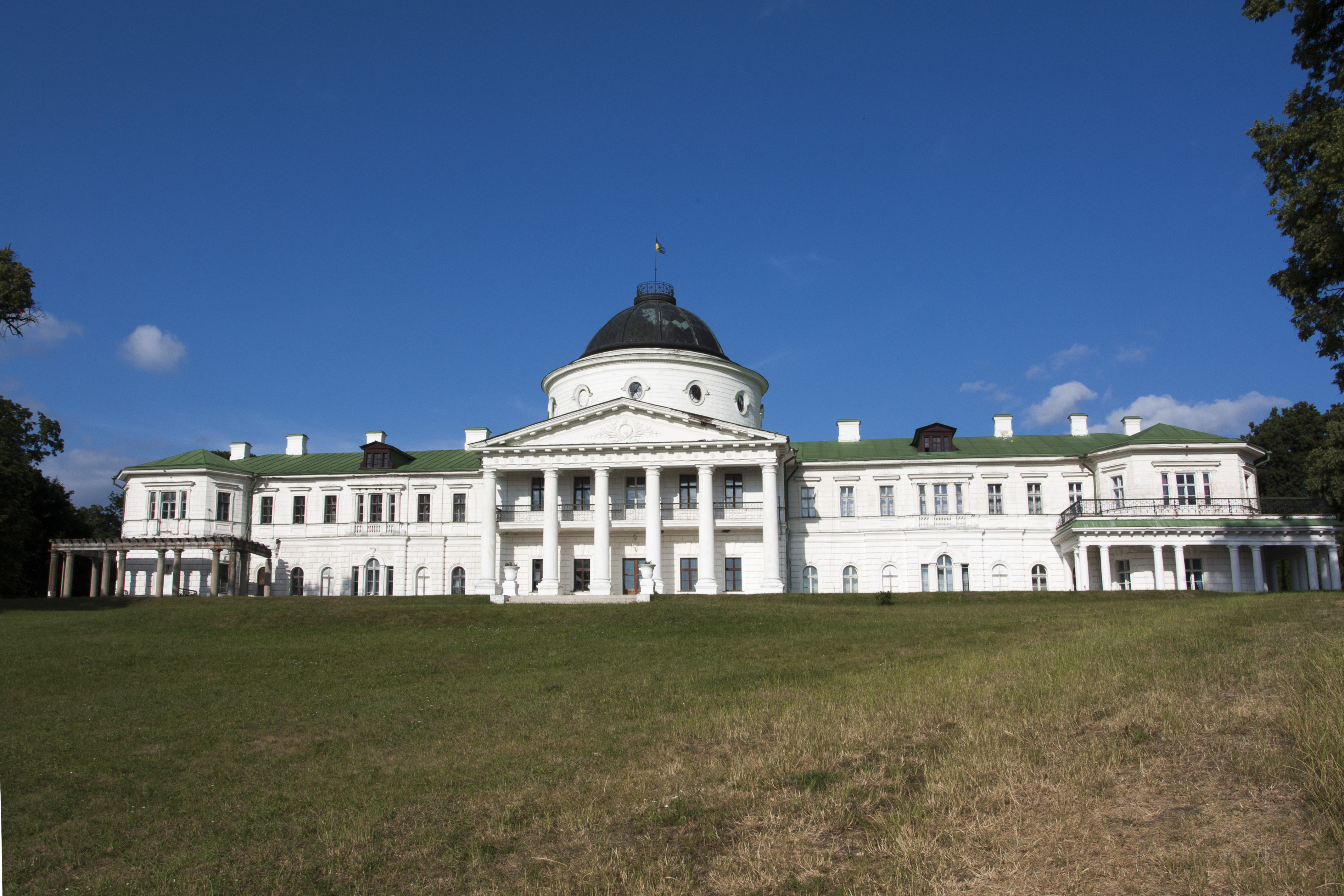
Усадьба Качановка. Вид со стороны пруда. 2013 год.

В 1898 году Павел Иванович Харитоненко купил у Тарновских легендарную усадьбу Качановка как свадебный подарок для своей дочери Елены. Род Тарновских к тому времени был на грани банкротства. Продажа усадьбы за один миллион рублей позволила погасить имеющиеся долги.
Сразу после покупки Харитоненко привлекает Шольца для реконструкции усадьбы. У Карла Шольца к тому времени был богатый опыт по реконструкции усадеб такого масштаба. Несмотря на всю масштабность перестройки, Шольцу удалось выполнить все работы всего за два года.
Под руководством архитектора Шольца дворец был облицован кирпичом, увеличен купол усадьбы, реконструированы внутренние помещения и преобразованы в залы. Полностью перестроены боковые флигели. Внешнее оформление приобрело черты неоклассицизма. Огромную роль в архитектурном ансамбле усадьбы отыгрывали её альтанки, парковые скульптуры, зимний сад, ограждения и конечно сам парк. Была построена электростанция, все здания электрифицированы, проведён телефон. Достройки времён Харитоненко не исказили классицистический характер дома-дворца, который сохраняется и поныне.
В настоящее время Качановка это Национальный историко-культурный заповедник Украины.

## Переезд в город Сумы и последние годы

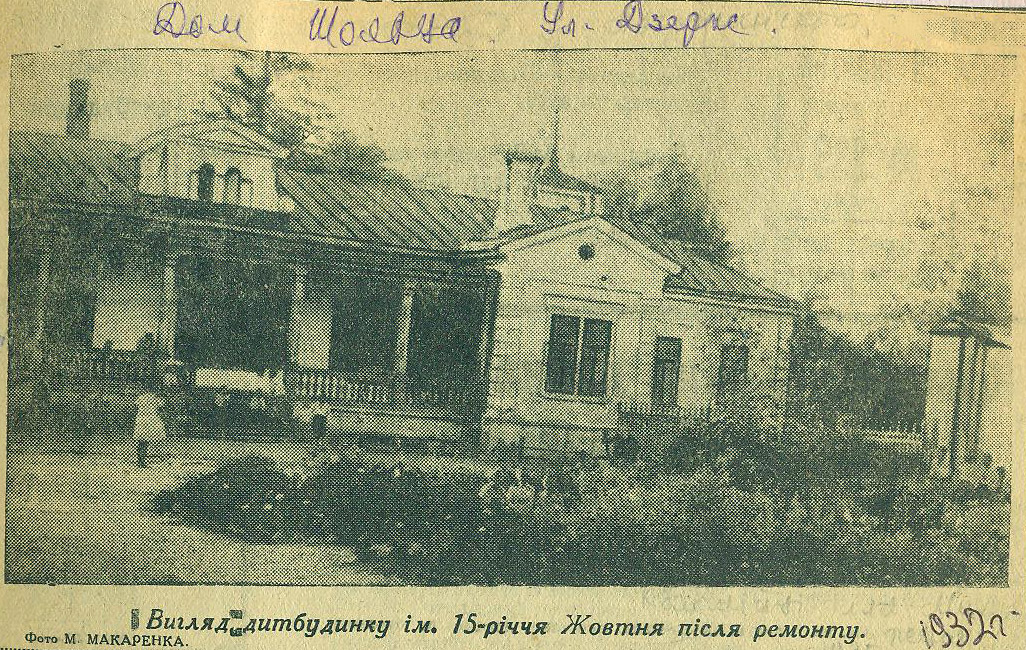
Детский дом. Бывшая усадьба Шольцев на улице Троицкой города Сумы

Прожив около 30 лет в селе Ивановском Курской губернии, семейство Шольцев приняло предложение Харитоненко окончательно перебраться в город Сумы. К 1900 году у Шольцев была своя новая усадьба по ул. Троицкой в непосредственной близости от усадьбы самого Харитоненко.
Переезд был закономерным следствием многих факторов. В начале XX века Сумы очень быстро развивались благодаря буму сахарной промышленности и меценатству семьи Харитоненко.
В последние годы Карл Густавович был полностью погружен работой для Павла Ивановича Харитоненко над его объектами. Переезд в Сумы был необходим в профессиональном плане.

## Троицкий собор

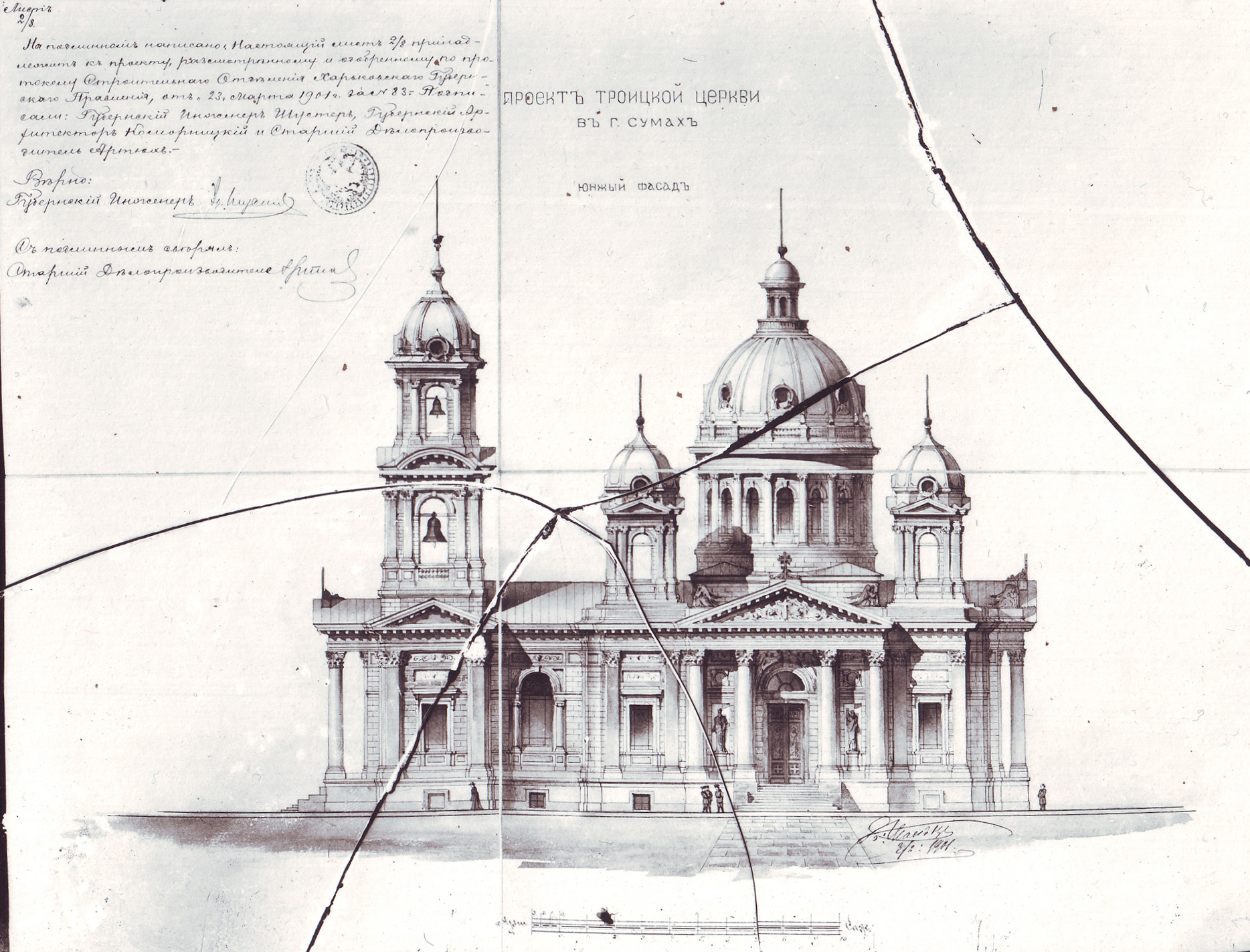
Проект Троицкого собора с подписью Карла Густавовича Шольца. 1901 год.

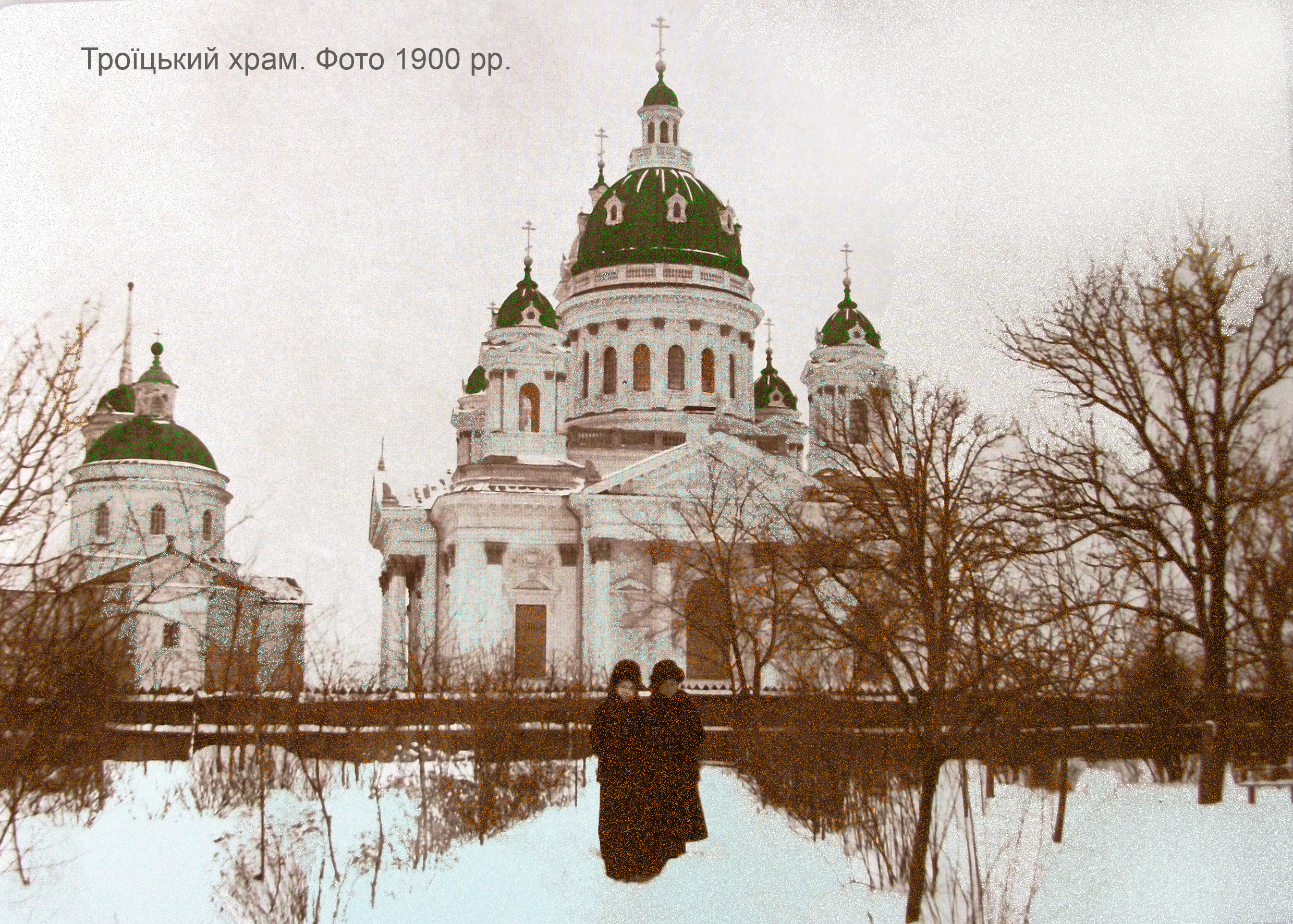
Троицкий собор в городе Сумы. Фото начала XX века.

В 1901 году Карл Шольц начинает работу над проектом Троицкого Собора в городе Сумы. Меценатом строительства выступает Павел Иванович Харитоненко. К тому времени семейство Харитоненко прославилось щедрой благотворительной деятельностью в родном городе. Всего было пожертвовано 500,000 рублей на строительство. Соборная церковь должна была украсить родной город и стать его визитной карточкой.
Сам собор расположен на улице Троицкой в непосредственной близости от усадеб Шольцев и Харитоненко.
Шольцу не удалось закончить строительство собора. Примерно в 1907—1908 годах он умер и был похоронен на Петропавловском кладбище города Сумы. Точную дату смерти установить не удалось, так как документы местной кирхи были безвозвратно утеряны во время революции.
Впоследствии в работах по завершению строительства принимал участие его сын Густав Карлович Шольц в должности городского архитектора.

## Стиль Шольца
На всех зданиях работы Карла Шольца есть много перекликающихся элементов. Почерк автора прослеживается довольно четко. К таким элементам внешней и внутренней отделки можно отнести:
- Лепнина
- Европейский стиль постройки зданий того времени
- Фронтон, колонны при входе
- Боковые флигели
- Балясины и поручни лестниц
- Элементы кованых лестниц
- Отделка интерьеров деревом

Многие элементы интерьеров, например кованые лестницы, лепнина, резные работы по дереву, были изготовлены в его собственных мастерских.

## Память

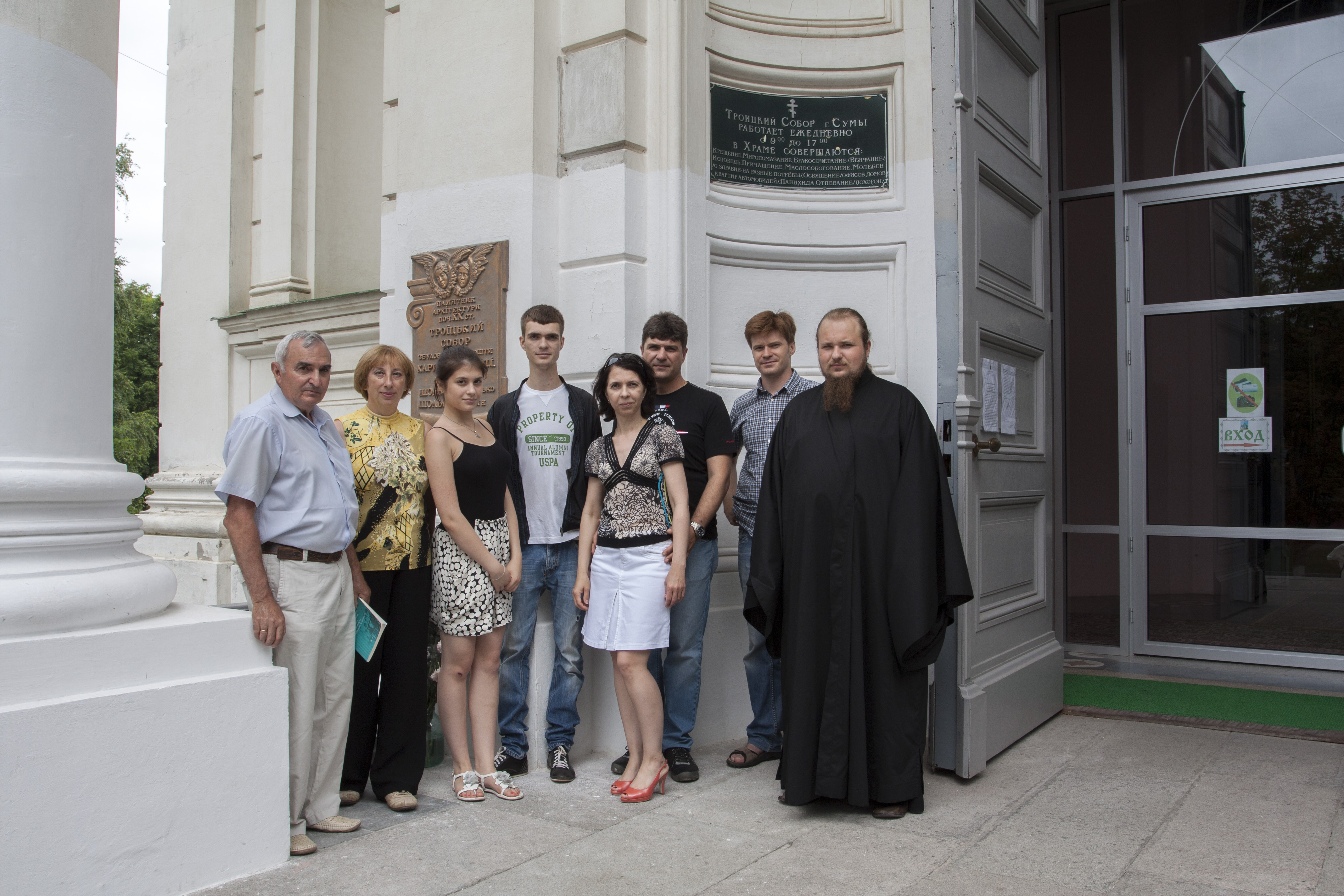
Потомки Карла Шольца на открытии мемориальной таблички при входе в Троицкий собор. 2013 год.

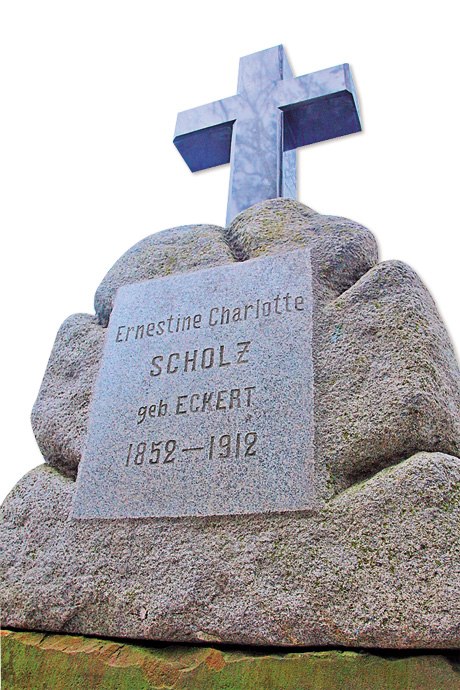
Памятник на фамильном захоронении семейства Шольц. Петропавловское кладбище города Сумы.

Имя Карла Густавовича Шольца регулярно фигурирует в документах о постройке разнообразных зданий Курской, Харьковской и Черниговских губерний. В память о его работах установлено несколько мемориальных табличек.
1 июля 2013 года была установлена мемориальная табличка при входе в Троицкий собор. Событие проходило при активной поддержке местных краеведов. Открывали табличку потомки Карла Густавовича Шольца вместе с главным архитектором города Сумы Владимиром Борисовичем Быковым.

## Судьба потомков
Тяжёлой была судьба потомков Шольцев. Единственный сын и потомственный архитектор Густав Карлович Шольц после революции продолжил работу по специальности. Строил больницу в городе Красный Луч. Работал главным инженером сухопрессовального кирпичного завода в городе Армавир. В 1938 году был арестован и в 1939 расстрелян НКВД в Луганске, как и многие жертвы сталинских репрессий. Семья Густава Шольца в 1941 году была выслана в Казахстан.
Судьба четырёх дочерей Карла Густавовича Шольца неизвестна.